# Prado Ferreira
Prado Ferreira là một đô thị thuộc bang Paraná, Brasil. Đô thị này có diện tích 153,398 km², dân số năm 2007 là 3480 người, mật độ 20,3 người/km².